# Eublemma brunneoochracea
Eublemma brunneoochracea là một loài bướm đêm trong họ Erebidae.